# 11072 Hiraoka
11072 Hiraoka este un asteroid din centura principală de asteroizi.

## Descriere
11072 Hiraoka este un asteroid din centura principală de asteroizi. A fost descoperit pe 3 aprilie 1992 la Kitami de Kin Endate și Kazuro Watanabe. Asteroidul prezintă o orbită caracterizată de o semiaxă mare de 2,39 ua, o excentricitate de 0,11 și o înclinație de 12,1° în raport cu ecliptica.